# Mosè (Lupo Alberto)
(Silver, Lupo Alberto n. 26)
Mosè è un personaggio dei fumetti ideato da Silver e l'antagonista principale della celebre serie a fumetti Lupo Alberto. 

## Caratterizzazione del personaggio
È un enorme cane di razza bobtail ma viene spesso scambiato dagli abitanti della fattoria per un orso. È il guardiano della fattoria McKenzie e si occupa anche di dirigerne i lavori comportandosi in maniera dispotica e suscitando quindi il malumore degli altri animali che però ne riconoscono l'autorità. Quando necessario indossa occhiali da lettura.
Arriva alla fattoria McKenzie da giovane, appena diplomato alla scuola di addestramento per cani.
Da bambino gioca al mare con gli amichetti Marta, Glicerina e addirittura Alberto e il padre lo rimprovera perché sarebbe dovuto rimanere alla fattoria a fare la guardia.
In una storia lo si vede in fasce appena nato e suo padre ricopre il ruolo di guardiano.
Un suo antenato, Abramo, è anch'egli guardiano del fondatore della fattoria.
Grazie al suo udito e olfatto da cane da guardia riesce spesso a scoprire Alberto sebbene il più delle volte quest'ultimo riesca a sfuggirgli. 
Non ha forti legami di amicizia o di amore con gli altri membri della fattoria e svolge il suo lavoro per senso del dovere. È diventato anche intendente della fattoria in quanto tutti gli altri non erano interessati a prendere quel posto, oltre che contabile svolge tutte le principali funzioni della fattoria. Di notte fa la guardia dotato di una mazza da baseball (nelle prime strisce usava un fucile). Il suo acerrimo nemico è ovviamente Alberto (il quale chiama spesso Mosè "Grassone"), che ogni sera tenta di sfuggire alla ronda di Mosè e raggiungere la casa di Marta, finendo diverse volte crudelmente malmenato dal cane. È perdutamente innamorato della barboncina dei vicini, la signorina Michela, ma la sua timidezza gli impedisce qualsiasi approccio con lei. Spesso ha passioni stravaganti, come poesia, politica, eccetera. Ama la buona cucina e la caccia.
È in buoni rapporti con Alcide e Lodovico, mentre ha degli attriti con Marta e i coniugi La Talpa.
Il suo odio per Alberto non è così forte come sembra: con il passare del tempo si è affezionato al Lupo, ma cerca sempre di troncare sul nascere ogni possibile amicizia con il tradizionale nemico, nonostante ciò col tempo sono diventati degli amici-nemici e persino alleati situazionali. Emblematica è una striscia dove Mosè, vedendo che Alberto tarda nel suo abituale attacco notturno, si chiede preoccupato "gli sarà mica successo qualcosa?"; anche con gli altri membri della fattoria ha difficoltà di rapporto.
L'unico abitante della fattoria su cui Mosè non osa imporsi è il brutale Krug, il toro, anche se alcune volte sa tenergli testa.

## Altri media
- Nella prima stagione della serie animata di Lupo Alberto la voce di Mosè è stata doppiata da Tony Fuochi; nella seconda stagione invece da Saverio Moriones.
- Nella serie degli anni settanta di SuperGulp è stato doppiato da Emilio Cigoli.